# Phase finale de la Ligue des champions masculine de l'EHF 2017-2018
Navigation
2016-2017 2018-2019
Cet article détaille les matchs de la phase finale de la Ligue des champions 2017-2018 de handball masculin organisée par la Fédération européenne de handball du 21 mars 2017 au 27 mai 2018.
Douze équipes, dix issues des poules hautes et deux issues demi-finales de qualification des poules basses, jouent des matchs à élimination directe en matchs aller et retour. Les six équipes vainqueurs rejoignent en quarts de finale les deux équipes ayant terminé premières des poules hautes. Concernant la Finale à quatre, un tirage au sort détermine les équipes qui s'affrontent en demi-finales.

## Tableau final
|  | Huitièmes de finale | Huitièmes de finale    | Huitièmes de finale | Huitièmes de finale  |    |                        | Quarts de finale | Quarts de finale | Quarts de finale | Quarts de finale |                 |                     | Demi-finales (tirage au sort) | Demi-finales (tirage au sort) | Demi-finales (tirage au sort) | Demi-finales (tirage au sort) |  |  | Finale | Finale | Finale | Finale |
|  |                     |                        |                     |                      |    |                        |                  |                  |                  |                  |                 |                     |                               |                               |                               |                               |  |  |        |        |        |        |
|  |                     |                        |                     |                      |    |                        |                  |                  |                  |                  |                 |                     |                               |                               |                               |                               |  |  |        |        |        |        |
|  | B6                  | HC Meshkov Brest       | 24                  | 28                   |    |                        |                  |                  |                  |                  |                 |                     |                               |                               |                               |                               |  |  |        |        |        |        |
|  | B6                  | HC Meshkov Brest       | 24                  | 28                   |    |                        |                  |                  |                  |                  |                 |                     |                               |                               |                               |                               |  |  |        |        |        |        |
|  | A3                  | HBC Nantes             | 32                  | 28                   |    |                        |                  |                  |                  |                  |                 |                     |                               |                               |                               |                               |  |  |        |        |        |        |
|  | A3                  | HBC Nantes             | 32                  | 28                   | A3 | HBC Nantes             | 33               | 27               |                  |                  |                 |                     |                               |                               |                               |                               |  |  |        |        |        |        |
|  |                     |                        |                     |                      | A3 | HBC Nantes             | 33               | 27               |                  |                  |                 |                     |                               |                               |                               |                               |  |  |        |        |        |        |
|  |                     |                        | K2                  | Skjern Håndbold      | 27 | 27                     |                  |                  |                  |                  |                 |                     |                               |                               |                               |                               |  |  |        |        |        |        |
|  | K2                  | Skjern Håndbold        | K2                  | Skjern Håndbold      | 27 | 27                     | 32               | 29               |                  |                  |                 |                     |                               |                               |                               |                               |  |  |        |        |        |        |
|  | K2                  | Skjern Håndbold        |                     |                      |    |                        |                  | 29               |                  |                  |                 |                     |                               |                               |                               |                               |  |  |        |        |        |        |
|  | B2                  | Veszprém KSE           | 25                  | 34                   |    |                        |                  |                  |                  |                  |                 |                     |                               |                               |                               |                               |  |  |        |        |        |        |
|  | B2                  | Veszprém KSE           | 25                  | 34                   | A3 | HBC Nantes             | 32               | 32               |                  |                  |                 |                     |                               |                               |                               |                               |  |  |        |        |        |        |
|  |                     |                        |                     |                      | A3 | HBC Nantes             | 32               | 32               |                  |                  |                 |                     |                               |                               |                               |                               |  |  |        |        |        |        |
|  |                     |                        | B1                  | Paris Saint-Germain  | 28 | 28                     |                  |                  |                  |                  |                 |                     |                               |                               |                               |                               |  |  |        |        |        |        |
|  | B5                  | KS Kielce              | B1                  | Paris Saint-Germain  | 28 | 28                     | 41               | 36               |                  |                  |                 |                     |                               |                               |                               |                               |  |  |        |        |        |        |
|  | B5                  | KS Kielce              |                     |                      |    |                        |                  | 36               |                  |                  |                 |                     |                               |                               |                               |                               |  |  |        |        |        |        |
|  | A4                  | Rhein-Neckar Löwen     | 17                  | 30                   |    |                        |                  |                  |                  |                  |                 |                     |                               |                               |                               |                               |  |  |        |        |        |        |
|  | A4                  | Rhein-Neckar Löwen     | 17                  | 30                   | B5 | KS Kielce              | 28               | 32               |                  |                  |                 |                     |                               |                               |                               |                               |  |  |        |        |        |        |
|  |                     |                        |                     |                      | B5 | KS Kielce              | 28               | 32               |                  |                  |                 |                     |                               |                               |                               |                               |  |  |        |        |        |        |
|  |                     |                        | B1                  | Paris Saint-Germain  | 34 | 35                     |                  |                  |                  |                  |                 |                     |                               |                               |                               |                               |  |  |        |        |        |        |
|  |                     |                        |                     |                      | 34 | 35                     |                  |                  |                  |                  |                 |                     |                               |                               |                               |                               |  |  |        |        |        |        |
|  |                     |                        |                     |                      |    |                        |                  |                  |                  |                  |                 |                     |                               |                               |                               |                               |  |  |        |        |        |        |
|  |                     |                        |                     |                      |    |                        |                  |                  |                  |                  |                 |                     |                               |                               |                               |                               |  |  |        |        |        |        |
|  | A3                  | HBC Nantes             | 27                  | 27                   |    |                        |                  |                  |                  |                  |                 |                     |                               |                               |                               |                               |  |  |        |        |        |        |
|  | A3                  | HBC Nantes             | 27                  | 27                   |    |                        |                  |                  |                  |                  |                 |                     |                               |                               |                               |                               |  |  |        |        |        |        |
|  |                     |                        | K1                  | Montpellier Handball | 32 | 32                     |                  |                  |                  |                  |                 |                     |                               |                               |                               |                               |  |  |        |        |        |        |
|  | B4                  | THW Kiel               | K1                  | Montpellier Handball | 32 | 32                     | 29               | 27               |                  |                  |                 |                     |                               |                               |                               |                               |  |  |        |        |        |        |
|  | B4                  | THW Kiel               |                     |                      |    |                        |                  | 27               |                  |                  |                 |                     |                               |                               |                               |                               |  |  |        |        |        |        |
|  | A5                  | SC Pick Szeged         | 22                  | 28                   |    |                        |                  |                  |                  |                  |                 |                     |                               |                               |                               |                               |  |  |        |        |        |        |
|  | A5                  | SC Pick Szeged         | 22                  | 28                   | B4 | THW Kiel               | 28               | 28               |                  |                  |                 |                     |                               |                               |                               |                               |  |  |        |        |        |        |
|  |                     |                        |                     |                      | B4 | THW Kiel               | 28               | 28               |                  |                  |                 |                     |                               |                               |                               |                               |  |  |        |        |        |        |
|  |                     |                        | A1                  | Vardar Skopje        | 29 | 27                     |                  |                  |                  |                  |                 |                     |                               |                               |                               |                               |  |  |        |        |        |        |
|  |                     |                        |                     |                      | 29 | 27                     |                  |                  |                  |                  |                 |                     |                               |                               |                               |                               |  |  |        |        |        |        |
|  |                     |                        |                     |                      |    |                        |                  |                  |                  |                  |                 |                     |                               |                               |                               |                               |  |  |        |        |        |        |
|  |                     |                        |                     |                      |    |                        |                  |                  |                  |                  |                 |                     |                               |                               |                               |                               |  |  |        |        |        |        |
|  | A1                  | Vardar Skopje          | 27                  | 27                   |    |                        |                  |                  |                  |                  |                 |                     |                               |                               |                               |                               |  |  |        |        |        |        |
|  | A1                  | Vardar Skopje          | 27                  | 27                   |    |                        |                  |                  |                  |                  |                 |                     |                               |                               |                               |                               |  |  |        |        |        |        |
|  |                     |                        | K1                  | Montpellier Handball | 28 | 28                     |                  |                  |                  |                  |                 |                     |                               |                               |                               |                               |  |  |        |        |        |        |
|  | A6                  | IFK Kristianstad       | K1                  | Montpellier Handball | 28 | 28                     | 22               | 24               |                  |                  |                 |                     |                               |                               |                               |                               |  |  |        |        |        |        |
|  | A6                  | IFK Kristianstad       |                     |                      |    |                        |                  | 24               |                  |                  |                 |                     |                               |                               |                               |                               |  |  |        |        |        |        |
|  | B3                  | SG Flensburg-Handewitt | 26                  | 27                   |    |                        |                  |                  |                  |                  |                 |                     |                               |                               |                               |                               |  |  |        |        |        |        |
|  | B3                  | SG Flensburg-Handewitt | 26                  | 27                   | B3 | SG Flensburg-Handewitt | 28               | 17               | Troisième place  | Troisième place  | Troisième place | Troisième place     |                               |                               |                               |                               |  |  |        |        |        |        |
|  |                     |                        |                     |                      | B3 | SG Flensburg-Handewitt | 28               | 17               | Troisième place  | Troisième place  | Troisième place | Troisième place     |                               |                               |                               |                               |  |  |        |        |        |        |
|  |                     |                        | K1                  | Montpellier Handball | 28 | 29                     |                  |                  |                  |                  |                 |                     |                               |                               |                               |                               |  |  |        |        |        |        |
|  | K1                  | Montpellier Handball   | K1                  | Montpellier Handball | 28 | 29                     | 28               | 28               |                  |                  |                 |                     |                               |                               |                               |                               |  |  |        |        |        |        |
|  | K1                  | Montpellier Handball   |                     |                      |    |                        |                  | 28               |                  |                  | B1              | Paris Saint-Germain | 29                            | 29                            |                               |                               |  |  |        |        |        |        |
|  | A2                  | FC Barcelone           | 25                  | 30                   |    |                        |                  |                  |                  |                  | B1              | Paris Saint-Germain | 29                            | 29                            |                               |                               |  |  |        |        |        |        |
|  | A2                  | FC Barcelone           | 25                  | 30                   | A1 | Vardar Skopje          | 28               | 28               |                  |                  |                 |                     |                               |                               |                               |                               |  |  |        |        |        |        |
|  |                     |                        |                     |                      |    |                        |                  |                  |                  |                  |                 |                     |                               |                               |                               |                               |  |  |        |        |        |        |

## Huitièmes de finale
Les huitièmes de finale se déroulent entre le 21 et 25 mars (aller) et entre le 28 mars et le 1er avril (retour).
Parmi les résultats, on peut noter l’élimination de deux clubs faisant partie des favoris de la compétition : le club hongrois du Veszprém KSE, qualifié pour les quatre derniers Final 4, a été éliminé par les Danois du Skjern Håndbold, club issu des poules basses, et le club espagnol du FC Barcelone, recordman avec 9 titres, a été éliminé par les Français du Montpellier Handball, club également issu des poules basses. Dans une moindre mesure (voir supra), les Rhein-Neckar Löwen, double champion d’Allemagne en titre, ont également été éliminés par les Polonais du KS Kielce. Enfin, ajoutée aux qualifications du Paris Saint-Germain et du Montpellier Handball, la victoire du HBC Nantes aux dépens du HC Meshkov Brest permet pour la première fois à la France de placer trois clubs en quarts de finale.
Remarque
Les huitièmes de finale aller doivent se dérouler entre le 21 et 25 mars, le club recevant choisissant la date et l'heure du match en fonction notamment de ses contraintes sportives et des droits de diffusion locaux. Or, au cours de ce même week-end, Kiel doit affronter Rhein-Neckar Löwen en championnat d'Allemagne : dans le cadre de son accord avec la Sky, détentrice des droits de diffusion du championnat, l'ARD, première chaîne d'Allemagne, impose que le match soit joué le 24 mars à 16h du fait qu'elle n'a pas de match de football en Allemagne à diffuser ce jour-là lors de son émission sportive hebdomadaire,,. Les adversaires de Kiel et des Löwen, respectivement le SC Pick Szeged et le KS Kielce, ayant choisi cette même date pour jouer leur match de Ligue des champions et les différentes parties (clubs recevants, diffuseurs TV, fédérations allemande et européenne) se montrant peu conciliants, les deux clubs allemands se retrouvent à devoir disputer deux matchs le même jour :
- le THW Kiel a accepté la proposition de l'EHF d'échanger la réception du match retour avec celle du match aller, perdant ainsi le bénéfice (supposé) du match retour à domicile que son classement (4e de la poule B) lui avait octroyé : ainsi Kiel – Szeged est disputé le mercredi 21 mars et Szeged – Kiel le dimanche 1er avril.
- en revanche, les Rhein-Neckar Löwen ont refusé cette même proposition de l'EHF et ont décidé d'aligner son équipe réserve face à Kielce. En conséquence, la très lourde défaite 41 à 17 en Pologne annihile tout espoir de qualification en quart de finale[4].

| Équipe               | Aller   | Total   | Retour  | Équipe                 |
| -------------------- | ------- | ------- | ------- | ---------------------- |
| THW Kiel             | 29 – 22 | 56 – 50 | 27 – 28 | SC Pick Szeged         |
| KS Kielce            | 41 – 17 | 77 – 37 | 36 – 30 | Rhein-Neckar Löwen     |
| IFK Kristianstad     | 22 – 26 | 46 – 53 | 24 – 27 | SG Flensburg-Handewitt |
| Montpellier Handball | 28 – 25 | 56 – 55 | 28 – 30 | FC Barcelone           |
| HC Meshkov Brest     | 24 – 32 | 52 – 60 | 28 – 28 | HBC Nantes             |
| Skjern Håndbold      | 32 – 25 | 61 – 59 | 29 – 34 | Veszprém KSE           |

| 25 mars 2018 17h00 | Montpellier Handball   | 28 – 25   | FC Barcelone         | Palais des sports René-Bougnol, Montpellier Affluence : 3 200 Arbitrage : Nikolov, Nachevski |
| 25 mars 2018 17h00 | Jonas Truchanovičius 8 | (13 - 13) | Timothey N'Guessan 7 | Palais des sports René-Bougnol, Montpellier Affluence : 3 200 Arbitrage : Nikolov, Nachevski |
| 25 mars 2018 17h00 | ×3 ×2                  | Rapport   | ×3                   | Palais des sports René-Bougnol, Montpellier Affluence : 3 200 Arbitrage : Nikolov, Nachevski |

| 31 mars 2018 18h30 | FC Barcelone    | 30 – 28   | Montpellier Handball | Palau Blaugrana, Barcelone Affluence : 5 114 Arbitrage : Geipel, Helbig |
| 31 mars 2018 18h30 | Trois joueurs 5 | (15 - 14) | Melvyn Richardson 7  | Palau Blaugrana, Barcelone Affluence : 5 114 Arbitrage : Geipel, Helbig |
| 31 mars 2018 18h30 | ×3 ×2           | Rapport   | ×3 ×4                | Palau Blaugrana, Barcelone Affluence : 5 114 Arbitrage : Geipel, Helbig |

Le Montpellier Handball est qualifié sur un score total de 56 à 55.
| 25 mars 2018 16h50 | Skjern Håndbold     | 32 – 25   | Veszprém KSE    | Skjern Bank Arena, Skjern Affluence : 3 200 Arbitrage : Gousko, Repkin |
| 25 mars 2018 16h50 | Olsson, Rasmussen 6 | (17 - 13) | Gašper Marguč 6 | Skjern Bank Arena, Skjern Affluence : 3 200 Arbitrage : Gousko, Repkin |
| 25 mars 2018 16h50 | ×3 ×1               | Rapport   | ×3 ×1           | Skjern Bank Arena, Skjern Affluence : 3 200 Arbitrage : Gousko, Repkin |

| 31 mars 2018 17h30 | Veszprém KSE    | 34 – 29   | Skjern Håndbold | Veszprém Aréna, Veszprém Affluence : 5 080 Arbitrage : Pichon, Reveret |
| 31 mars 2018 17h30 | Petar Nenadić 9 | (16 - 13) | Anders Eggert 7 | Veszprém Aréna, Veszprém Affluence : 5 080 Arbitrage : Pichon, Reveret |
| 31 mars 2018 17h30 | ×3 ×9           | Rapport   | ×3 ×4           | Veszprém Aréna, Veszprém Affluence : 5 080 Arbitrage : Pichon, Reveret |

Le Skjern Håndbold est qualifié sur un score total de 61 à 59.
| 25 mars 2018 17h30 | Meshkov Brest  | 24 – 32   | HBC Nantes          | Universal Sports Complex Victoria, Brest Affluence : 3 740 Arbitrage : Erdogan, Özdeniz |
| 25 mars 2018 17h30 | Simon Razgor 5 | (14 - 16) | Lie Hansen, Klein 6 | Universal Sports Complex Victoria, Brest Affluence : 3 740 Arbitrage : Erdogan, Özdeniz |
| 25 mars 2018 17h30 | ×2             | Rapport   | ×3 ×2               | Universal Sports Complex Victoria, Brest Affluence : 3 740 Arbitrage : Erdogan, Özdeniz |

| 1 avril 2018 17h00 | HBC Nantes        | 28 – 28   | Meshkov Brest       | La Trocardière, Rezé Affluence : 4 438 Arbitrage : Lah, Sok |
| 1 avril 2018 17h00 | Nicolas Tournat 6 | (14 - 17) | Viacheslau Shumak 7 | La Trocardière, Rezé Affluence : 4 438 Arbitrage : Lah, Sok |
| 1 avril 2018 17h00 | ×3 ×1             | Rapport   | ×2 ×3               | La Trocardière, Rezé Affluence : 4 438 Arbitrage : Lah, Sok |

Le HBC Nantes est qualifié sur un score total de 60 à 52.
| 24 mars 2018 18h00 | IFK Kristianstad  | 22 – 26   | Flensburg-Handewitt | Kristianstad Arena, Kristianstad Affluence : 5 178 Arbitrage : Marín, García |
| 24 mars 2018 18h00 | Albin Lagergren 6 | (12 - 11) | Hampus Wanne 8      | Kristianstad Arena, Kristianstad Affluence : 5 178 Arbitrage : Marín, García |
| 24 mars 2018 18h00 | ×2 ×5             | Rapport   | ×2 ×6               | Kristianstad Arena, Kristianstad Affluence : 5 178 Arbitrage : Marín, García |

| 28 mars 2018 19h00 | Flensburg-Handewitt | 27 – 24  | IFK Kristianstad | Flens-Arena, Flensbourg Affluence : 5 221 Arbitrage : Herczeg, Südi |
| 28 mars 2018 19h00 | Lasse Svan Hansen 5 | (13 - 9) | Mario Lipovac 7  | Flens-Arena, Flensbourg Affluence : 5 221 Arbitrage : Herczeg, Südi |
| 28 mars 2018 19h00 | ×3 ×1               | Rapport  | ×3 ×2            | Flens-Arena, Flensbourg Affluence : 5 221 Arbitrage : Herczeg, Südi |

Le SG Flensburg-Handewitt est qualifié sur un score total de 53 à 46. 
| 25 mars 2018 16h00 | KS Kielce       | 41 – 17  | Rhein-Neckar Löwen | Hala Legionów, Kielce Affluence : 4 100 Arbitrage : Badura, Ondogrecula |
| 25 mars 2018 16h00 | Manuel Štrlek 7 | (21 - 8) | Rico Keller 5      | Hala Legionów, Kielce Affluence : 4 100 Arbitrage : Badura, Ondogrecula |
| 25 mars 2018 16h00 | ×1 ×3           | Rapport  | ×2 ×6              | Hala Legionów, Kielce Affluence : 4 100 Arbitrage : Badura, Ondogrecula |

| 1 avril 2018 19h00 | Rhein-Neckar Löwen | 30 – 36   | KS Kielce                | SAP Arena, Mannheim Affluence : 4 425 Arbitrage : Elíasson, Pálsson |
| 1 avril 2018 19h00 | Andy Schmid 8      | (18 - 16) | A. Dujshebaev, Jurecki 5 | SAP Arena, Mannheim Affluence : 4 425 Arbitrage : Elíasson, Pálsson |
| 1 avril 2018 19h00 | ×3                 | Rapport   | ×4                       | SAP Arena, Mannheim Affluence : 4 425 Arbitrage : Elíasson, Pálsson |

Le KS Kielce est qualifié sur un score total de 77 à 47.
| 21 mars 2018 19h00 | THW Kiel      | 29 – 22   | Pick Szeged     | Sparkassen-Arena, Kiel Affluence : 8 500 Arbitrage : Nikolic, Stojkovic |
| 21 mars 2018 19h00 | Marko Vujin 8 | (14 - 14) | Bence Bánhidi 5 | Sparkassen-Arena, Kiel Affluence : 8 500 Arbitrage : Nikolic, Stojkovic |
| 21 mars 2018 19h00 | ×4            | Rapport   | ×3              | Sparkassen-Arena, Kiel Affluence : 8 500 Arbitrage : Nikolic, Stojkovic |

| 1 avril 2018 17h00 | Pick Szeged     | 28 – 27   | THW Kiel          | Városi Sportcsarnok, Szeged Affluence : 3 200 Arbitrage : Gjeding, Hansen |
| 1 avril 2018 17h00 | Jonas Källman 6 | (12 - 13) | Patrick Wiencek 9 | Városi Sportcsarnok, Szeged Affluence : 3 200 Arbitrage : Gjeding, Hansen |
| 1 avril 2018 17h00 | ×1 ×5           | Rapport   | ×3 ×5             | Városi Sportcsarnok, Szeged Affluence : 3 200 Arbitrage : Gjeding, Hansen |

Le THW Kiel est qualifié sur un score total de 56 à 50.

## Quarts de finale
Les quarts de finale se déroulent entre les 18 et 22 avril (aller) et entre les 28 et 29 avril (retour).
Parmi les résultats, les deux premiers des poules hautes, le Vardar Skopje et le Paris Saint-Germain, parviennent à se qualifier pour la Finale à quatre : les Macédoniens, tenants du titre, ont bénéficié de la règle du nombre de buts marqués à l'extérieur pour écarter le THW Kiel, tandis que les Parisiens remportent leurs deux matchs face au KS Kielce comme lors de la phase de poule. Deux autres clubs français obtiennent leurs qualifications : le HBC Nantes écarte les Danois du Skjern Håndbold et le Montpellier Handball, tombeur du SG Flensburg-Handewitt, est le premier club issu des poules basses à atteindre la Finale à quatre.
| Équipe                 | Aller   | Total    | Retour  | Équipe               |
| ---------------------- | ------- | -------- | ------- | -------------------- |
| THW Kiel               | 28 – 29 | 56 – 56E | 28 – 27 | Vardar Skopje        |
| KS Kielce              | 28 – 34 | 60 – 69  | 32 – 35 | Paris Saint-Germain  |
| SG Flensburg-Handewitt | 28 – 28 | 45 – 57  | 17 – 29 | Montpellier Handball |
| HBC Nantes             | 33 – 27 | 60 – 54  | 27 – 27 | Skjern Håndbold      |

| 22 avril 2018 17h00 | THW Kiel        | 28 – 29   | Vardar Skopje   | Sparkassen-Arena, Kiel Affluence : 9 500 Arbitrage : Pichon, Reveret |
| 22 avril 2018 17h00 | trois joueurs 4 | (12 – 14) | trois joueurs 5 | Sparkassen-Arena, Kiel Affluence : 9 500 Arbitrage : Pichon, Reveret |
| 22 avril 2018 17h00 | ×3 ×4           | Rapport   | ×1 ×3           | Sparkassen-Arena, Kiel Affluence : 9 500 Arbitrage : Pichon, Reveret |

| 29 avril 2018 17h00 | Vardar Skopje  | 27 – 28   | THW Kiel        | Centre sportif Jane-Sandanski, Skopje Affluence : 6 500 Arbitrage : Horáček, Novotný |
| 29 avril 2018 17h00 | Vuko Borozan 6 | (13 – 13) | trois joueurs 5 | Centre sportif Jane-Sandanski, Skopje Affluence : 6 500 Arbitrage : Horáček, Novotný |
| 29 avril 2018 17h00 | ×3 ×4          | Rapport   | ×3 ×5           | Centre sportif Jane-Sandanski, Skopje Affluence : 6 500 Arbitrage : Horáček, Novotný |

Le Vardar Skopje est qualifié sur un score total de 56 à 56, grâce aux buts à l'extérieur (29 contre 28).
| 21 avril 2018 18h30 | KS Kielce         | 28 – 34   | Paris Saint-Germain | Hala Legionów, Kielce Affluence : 4 200 Arbitrage : Pavićević, Ražnatović |
| 21 avril 2018 18h30 | Alex Dujshebaev 7 | (10 – 22) | trois joueurs 5     | Hala Legionów, Kielce Affluence : 4 200 Arbitrage : Pavićević, Ražnatović |
| 21 avril 2018 18h30 | ×3 ×4 ×1          | Rapport   | ×2 ×4               | Hala Legionów, Kielce Affluence : 4 200 Arbitrage : Pavićević, Ražnatović |

| 28 avril 2018 17h30 | Paris Saint-Germain | 35 – 32   | KS Kielce                 | Halle Georges-Carpentier, Paris Affluence : 3 500 Arbitrage : Nikolov, Nachevski |
| 28 avril 2018 17h30 | Nedim Remili 9      | (17 – 15) | Bielecki, A. Dujshebaev 5 | Halle Georges-Carpentier, Paris Affluence : 3 500 Arbitrage : Nikolov, Nachevski |
| 28 avril 2018 17h30 | ×4 ×6               | Rapport   | ×3 ×7                     | Halle Georges-Carpentier, Paris Affluence : 3 500 Arbitrage : Nikolov, Nachevski |

Le Paris Saint-Germain est qualifié sur un score total de 69 à 60.
| 18 avril 2018 19h00 | SG Flensburg-Handewitt | 28 – 28   | Montpellier Handball | Flens-Arena, Flensbourg Affluence : 4 503 Arbitrage : Gubica, Milošević |
| 18 avril 2018 19h00 | trois joueurs 5        | (17 – 15) | Ludovic Fabregas 7   | Flens-Arena, Flensbourg Affluence : 4 503 Arbitrage : Gubica, Milošević |
| 18 avril 2018 19h00 | ×3 ×1                  | Rapport   | ×1 ×5                | Flens-Arena, Flensbourg Affluence : 4 503 Arbitrage : Gubica, Milošević |

| 29 avril 2018 19h00 | Montpellier Handball | 29 – 17  | SG Flensburg-Handewitt | Sud de France Arena, Montpellier Affluence : 7 500 Arbitrage : Sondors, Līcis |
| 29 avril 2018 19h00 | Melvyn Richardson 9  | (14 – 9) | Lasse Svan Hansen 5    | Sud de France Arena, Montpellier Affluence : 7 500 Arbitrage : Sondors, Līcis |
| 29 avril 2018 19h00 | ×3 ×2                | Rapport  | ×2 ×5                  | Sud de France Arena, Montpellier Affluence : 7 500 Arbitrage : Sondors, Līcis |

Le Montpellier Handball est qualifié sur un score total de 57 à 45.
| 22 avril 2018 19h00 | HBC Nantes       | 33 – 27   | Skjern Håndbold | Salle de la Trocardière, Rezé Affluence : 4 600 Arbitrage : Brunner, Salah |
| 22 avril 2018 19h00 | David Balaguer 8 | (18 – 12) | Markus Olsson 6 | Salle de la Trocardière, Rezé Affluence : 4 600 Arbitrage : Brunner, Salah |
| 22 avril 2018 19h00 | ×3               | Rapport   | ×2 ×3           | Salle de la Trocardière, Rezé Affluence : 4 600 Arbitrage : Brunner, Salah |

| 29 avril 2018 16h50 | Skjern Håndbold      | 27 – 27   | HBC Nantes         | Skjern Bank Arena, Ringkøbing-Skjern Affluence : 3 264 Arbitrage : Geipel, Helbig |
| 29 avril 2018 16h50 | Kasper Søndergaard 8 | (12 – 15) | Eduardo Gurbindo 6 | Skjern Bank Arena, Ringkøbing-Skjern Affluence : 3 264 Arbitrage : Geipel, Helbig |
| 29 avril 2018 16h50 | ×2 ×4                | Rapport   | ×3 ×4              | Skjern Bank Arena, Ringkøbing-Skjern Affluence : 3 264 Arbitrage : Geipel, Helbig |

Le HBC Nantes est qualifié sur un score total de 60 à 54.

## Finale à quatre
La Finale à quatre (ou en anglais : Final Four) a lieu les 26 et 27 mai 2018 dans la Lanxess Arena de Cologne en Allemagne. 

### Participants

#### Vardar Skopje

Couleurs du RK Vardar Skopje

Après trois éliminations consécutives en quart de finale (règle du nombre de buts marqués à l'extérieur (25 contre 22) face au SG Flensburg-Handewitt en 2014, 51-55 face au KS Kielce en 2015, 56-59 face à Veszprém en 2016), le club macédonien présidé par le milliardaire russe Sergueï Samsonenko arrive enfin à atteindre le Final Four de la compétition en 2017. Vainqueur d'un but du FC Barcelone puis du Paris Saint-Germain, le Vardar remporte la compétition pour sa première finale à quatre.
Cette saison, lors de la phase de poule, le Vardar a terminé en tête du Groupe A et a ainsi été exempté de huitième de finale. Il a ensuite battu en quart de finale le THW Kiel : vainqueur d'un but en Allemagne au match aller, le Vardar s'incline toutefois d'un but à domicile et ne doit sa qualification qu'à la règle du nombre de buts marqués à l'extérieur. Son objectif est d'être le premier club à conserver son titre depuis la création de la Finale à quatre.
- Vainqueur (1) : 2017
- Finaliste (0) : néant
- Demi-finaliste (0) : néant

#### Paris Saint-Germain

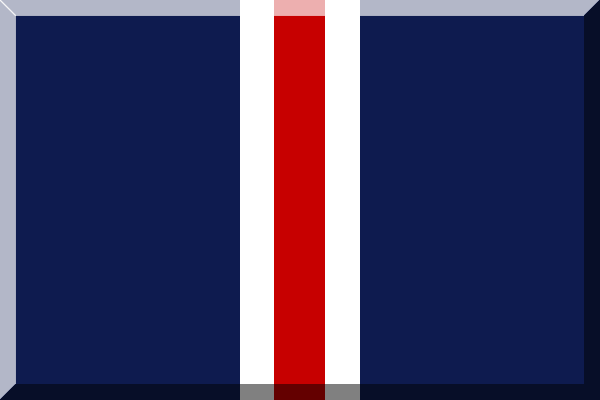
Couleurs du PSG

Champion de France, le Paris Saint-Germain participe pour la troisième fois consécutive au Final Four. Battu en demi-finale par Kielce en 2016 puis en finale par le Vardar en 2017, le plus gros budget d'Europe espère cette fois remporter la compétition.
Cette saison, lors de la phase de poule, le PSG a terminé en tête du Groupe B et a ainsi été exempté de huitième de finale. Il a ensuite battu en quart de finale le KS Kielce : net vainqueur en Pologne au match aller 34 à 28 après avoir mené 22 à 12 à la mi-temps, le Paris se qualifie sans trop de souci lors du match retour en s'imposant 35 à 32.
- Vainqueur (0) : néant
- Finaliste  (1) : 2017
- Demi-finaliste (1) : 2016

#### Montpellier Handball

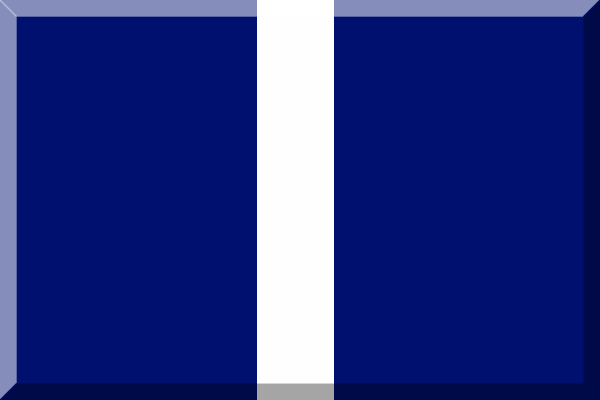
Couleurs de Montpellier

Le Montpellier Handball est le premier club issu des poules basses à atteindre la Finale à quatre de la Ligue des champions. Vainqueur de son groupe, Montpellier écarte en demi-finales de qualification le club espagnol du CB Ademar León.
Opposé en huitièmes de finale au FC Barcelone, deuxième du Groupe A, Montpellier s'impose de trois buts (28-25) à domicile puis parvient à ne s'incliner que de deux buts (30-28) lors du match retour à Barcelone. Il retrouve alors le SG Flensburg-Handewitt en quart de finale qu'il tient en échec 28 à 28 au match aller en Allemagne puis domine nettement 29 à 17 lors du match retour à Montpellier.
- Vainqueur (1) : 2003
- Finaliste  (0) : néant
- Demi-finaliste (0) : néant

#### HBC Nantes

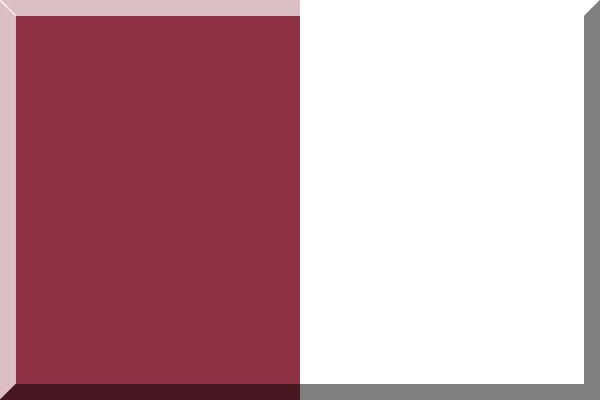
Couleurs de Nantes

Pour sa première saison en poule haute (Groupe A), le HBC Nantes réalise une excellente campagne avec 9 victoires, 2 matchs nuls et 3 défaites et termine à la 3e place avec le même nombre de points que le FC Barcelone et seulement un point de retard derrière le Vardar Skopje.
En huitièmes de finale, Nantes s'impose nettement 32 à 24 en Biélorussie face au HC Meshkov Brest et se qualifie après le match nul 28 à 28 au retour. En quart de finale, les Nantais retrouvent les Danois du Skjern Håndbold, issu comme Montpellier des poules basses et vainqueur surprise du Veszprém KSE. Vainqueur de six buts au match aller à domicile puis menant de trois buts à la mi-temps, Nantes se qualifie pour la finale à quatre après avoir un temps douté à la suite du retour de Skjern en début de deuxième mi-temps (27-27 score final).
- Vainqueur (0) : néant
- Finaliste (0) : néant
- Demi-finaliste (0) : néant

### Tableau récapitulatif
|  | Demi-finales         | Demi-finales         |                        |    | Finale             | Finale             |
|  | Demi-finales         | Demi-finales         |                        |    | Finale             | Finale             |
|  |                      |                      |                        |    |                    |                    |
|  | 26 mai 2018, 15h15   | 26 mai 2018, 15h15   |                        |    | 27 mai 2018, 18h00 | 27 mai 2018, 18h00 |
|  | 26 mai 2018, 15h15   | 26 mai 2018, 15h15   |                        |    | 27 mai 2018, 18h00 | 27 mai 2018, 18h00 |
|  | HBC Nantes           | 32                   |                        |    | 27 mai 2018, 18h00 | 27 mai 2018, 18h00 |
|  | HBC Nantes           | 32                   |                        |    | 27 mai 2018, 18h00 | 27 mai 2018, 18h00 |
|  | Paris Saint-Germain  | 28                   |                        |    | 27 mai 2018, 18h00 | 27 mai 2018, 18h00 |
|  | Paris Saint-Germain  | 28                   | HBC Nantes             | 27 |                    |                    |
|  | 26 mai 2018, 18h00   |                      | HBC Nantes             | 27 |                    |                    |
|  |                      | Montpellier Handball | 32                     |    |                    |                    |
|  | Vardar Skopje        | Montpellier Handball | 32                     | 27 |                    |                    |
|  | Vardar Skopje        |                      |                        | 27 |                    |                    |
|  | Montpellier Handball | 28                   |                        |    |                    |                    |
|  | Montpellier Handball | 28                   | Match pour la 3e place |    |                    |                    |
|  |                      |                      |                        |    |                    |                    |
|  | 27 mai 2018, 15h15   |                      |                        |    |                    |                    |
|  |                      |                      |                        |    |                    |                    |
|  | Paris Saint-Germain  | 29                   |                        |    |                    |                    |
|  | Paris Saint-Germain  | 29                   |                        |    |                    |                    |
|  | Vardar Skopje        | 28                   |                        |    |                    |                    |
|  | Vardar Skopje        | 28                   |                        |    |                    |                    |

### Demi-finales
| 26 mai 2018 15h15 | HBC Nantes         | 32 – 28   | Paris Saint-Germain | Lanxess Arena, Cologne Affluence : 19 250 Arbitrage : Gjeding, Hansen |
| 26 mai 2018 15h15 | Lazarov, Tournat 8 | (17 – 14) | Nedim Remili 6      | Lanxess Arena, Cologne Affluence : 19 250 Arbitrage : Gjeding, Hansen |
| 26 mai 2018 15h15 | ×1 ×5              | Rapport   | ×2 ×4               | Lanxess Arena, Cologne Affluence : 19 250 Arbitrage : Gjeding, Hansen |

| 26 mai 2018 18h00 | Vardar Skopje      | 27 – 28   | Montpellier Handball | Lanxess Arena, Cologne Affluence : 19 250 Arbitrage : Elíasson, Pálsson |
| 26 mai 2018 18h00 | Borozan, Cindrić 6 | (11 – 14) | Valentin Porte 8     | Lanxess Arena, Cologne Affluence : 19 250 Arbitrage : Elíasson, Pálsson |
| 26 mai 2018 18h00 | ×4 ×2              | Rapport   | ×3 ×4                | Lanxess Arena, Cologne Affluence : 19 250 Arbitrage : Elíasson, Pálsson |

### Match pour la troisième place
| 27 mai 2018 15h15 | Paris SG       | 29 – 28   | Vardar Skopje  | Lanxess Arena, Cologne Affluence : 19 257 Arbitrage : Lah, Sok |
| 27 mai 2018 15h15 | Nedim Remili 9 | (14 – 15) | Luka Cindrić 7 | Lanxess Arena, Cologne Affluence : 19 257 Arbitrage : Lah, Sok |
| 27 mai 2018 15h15 | ×3 ×5          | Rapport   | ×2 ×4 ×1       | Lanxess Arena, Cologne Affluence : 19 257 Arbitrage : Lah, Sok |

### Finale
| 27 mai 2018 18h00 | HBC Nantes      | 27 – 32   | Montpellier Handball | Lanxess Arena, Cologne Affluence : 19 250 Arbitrage : López, Ramírez |
| 27 mai 2018 18h00 | Kiril Lazarov 6 | (13 – 16) | Fabregas, Simonet 6  | Lanxess Arena, Cologne Affluence : 19 250 Arbitrage : López, Ramírez |
| 27 mai 2018 18h00 | ×1 ×2           | Rapport   | ×1 ×3                | Lanxess Arena, Cologne Affluence : 19 250 Arbitrage : López, Ramírez |

| 1             | Cyril Dumoulin               | 7/35 |            |
| 16            | Arnaud Siffert               | 1/6  |            |
| 2             | Romain Lagarde               | 2/3  |            |
| 5             | Romaric Guillo               | 0/0  |            |
| 6             | Olivier Nyokas               | 2/3  | Suspension |
| 7             | Nicolas Claire               | 2/3  |            |
| 9             | Dominik Klein                | 3/4  |            |
| 10            | Dragan Pechmalbec            | 0/0  |            |
| 11            | Nicolas Tournat              | 0/4  | Averti     |
| 13            | Rock Feliho                  | 0/0  |            |
| 14            | Julian Emonet                | 0/0  |            |
| 15            | Jerko Matulić                | 0/0  |            |
| 17            | Kiril Lazarov                | 6/9  | Averti     |
| 18            | Eduardo Gurbindo             | 4/5  | Suspension |
| 19            | David Balaguer               | 4/7  |            |
| 29            | Espen Lie Hansen             | 4/4  |            |
| Entraîneurs : |                              |      |            |
| -             | Thierry Anti                 | /    |            |
| -             | Alberto Entrerríos (adjoint) | /    |            |

| 27/45  | Buts marqués   | 32/44  |
| 60,0 % | % réussite     | 72,7 % |
| 3/5    | Jets de 7 m    | 4/4    |
| 1      | Cartons jaunes | 1      |
| 2      | Suspensions    | 3      |
| 0      | Cartons rouges | 0      |
| 8/41   | Arrêts         | 14/41  |
| 19,5 % | % d'arrêts     | 34,1 % |

| 1             | Vincent Gérard        | 12/36 |                         |
| 16            | Nikola Portner        | 2/5   |                         |
| 4             | Diego Simonet         | 6/7   |                         |
| 5             | Kyllian Villeminot    | 0/0   |                         |
| 6             | Théophile Caussé      | 0/0   |                         |
| 7             | Jonas Truchanovičius  | 1/5   |                         |
| 14            | Michaël Guigou        | 3/3   |                         |
| 22            | Melvyn Richardson     | 4/5   | Suspension · Suspension |
| 23            | Vid Kavtičnik         | 5/6   |                         |
| 24            | Baptiste Bonnefond    | 0/0   |                         |
| 25            | Jean-Loup Faustin     | 1/2   |                         |
| 27            | Ludovic Fabregas      | 6/7   | Averti · Suspension     |
| 28            | Valentin Porte        | 0/2   |                         |
| 29            | Arnaud Bingo          | 0/0   |                         |
| 39            | Mohamed Soussi        | 1/2   |                         |
| 89            | Mohamed Mamdouh       | 5/5   |                         |
| Entraîneurs : |                       |       |                         |
| -             | Patrice Canayer       | /     |                         |
| -             | Érick Mathé (adjoint) | /     |                         |

## Les champions d'Europe
| Champion d'Europe - Ligue des champions 2017-2018 Montpellier Handball 2e titre |

L'effectif du Montpellier Handball était :
- Vincent Gérard
- Nikola Portner
- Théophile Caussé
- Aymen Toumi
- Michaël Guigou
- Arnaud Bingo
- Jonas Truchanovičius
- Mathieu Grébille
- Melvyn Richardson
- Vid Kavtičnik
- Baptiste Bonnefond
- Valentin Porte
- Mohamed Soussi
- Diego Simonet
- Kyllian Villeminot
- Jean-Loup Faustin
- Ludovic Fabregas
- Benjamin Afgour
- Mohamed Mamdouh

Entraîneur
- Patrice Canayer